# Schofield
Schofield és una població dels Estats Units a l'estat de Wisconsin. Segons el cens del 2000 tenia 2.117 habitants.

## Demografia
Segons el cens del 2000, Schofield tenia 2.117 habitants, 965 habitatges, i 551 famílies. La densitat de població era de 464,4 habitants per km².
Dels 965 habitatges en un 23,6% hi vivien nens de menys de 18 anys, en un 43,7% hi vivien parelles casades, en un 9,5% dones solteres, i en un 42,8% no eren unitats familiars. En el 34,4% dels habitatges hi vivien persones soles l'11,5% de les quals corresponia a persones de 65 anys o més que vivien soles. El nombre mitjà de persones vivint en cada habitatge era de 2,19 i el nombre mitjà de persones que vivien en cada família era de 2,86.
Per edats la població es repartia de la següent manera: un 21,3% tenia menys de 18 anys, un 9,3% entre 18 i 24, un 31,6% entre 25 i 44, un 22,3% de 45 a 60 i un 15,5% 65 anys o més.
L'edat mediana era de 37 anys. Per cada 100 dones de 18 o més anys hi havia 103,7 homes.
La renda mediana per habitatge era de 38.158 $ i la renda mediana per família de 50.850 $. Els homes tenien una renda mediana de 32.765 $ mentre que les dones 24.932 $. La renda per capita de la població era de 20.287 $. Aproximadament el 6,3% de les famílies i el 7,3% de la població estaven per davall del llindar de pobresa.

## Poblacions més properes
El següent diagrama mostra les poblacions més properes.